# Polityka dywidendowa
Polityka dywidendowa – decyzja o podziale zysku przedsiębiorstwa w danym roku na część wypłacaną akcjonariuszom i przeznaczaną na cele rozwojowe. 

## Charakterystyka
Podejmując decyzję o przyjęciu partykularnej polityki wypłacania określonej części zysku trzeba wziąć pod uwagę, że środki pieniężne jakie wpłynęły (lub wpłyną) do spółki, są w rzeczywistości własnością akcjonariuszy (właścicieli). W tym aspekcie zarząd nie powinien zatrzymywać zysku, jeżeli nie jest w stanie reinwestować go ze stopą zwrotu jakiej oczekują akcjonariusze. Zatem za ogólną formułę optymalnego podziału zysku można przyjąć twierdzenie, że reinwestowanie zysków w spółce powinno mieć miejsce w przypadku, jeśli dochód z tego tytułu jest wyższy niż dochód uzyskany z zainwestowania tego zysku poza spółką:
ROA > KNZ
Gdzie:
ROA – wskaźnik rentowności aktywów spółki
KNZ – koszt niepodzielonych zysków
Koszt niepodzielonych zysków wynika z zasady kosztów utraconych korzyści. Ponieważ zyski po opodatkowaniu są własnością akcjonariuszy, zatrzymanie ich przez spółkę powoduje niemożliwość ich alternatywnej alokacji (poza spółką). Firma powinna więc osiągnąć co najmniej taką stopę zwrotu z inwestycji finansowanej zyskiem zatrzymanym, jaką mogliby osiągnąć akcjonariusze z alternatywnej inwestycji.
Biorąc jednak przede wszystkim pod uwagę fakt prawny, że spółka posiada osobowość prawną (KSH), a nie tylko powyższe potoczne (operacyjne, ekonomiczne) rozumienie spółki, to należy zaznaczyć, że zysk stanowi w takim ujęciu własność wyłączną samej spółki a zarząd pozostaje niezmiennie zobowiązany do działania w interesie spółki (KSH) i w oparciu o statut (umowę) spółki, co ma zasadniczy wpływ na decyzję o wypłacie dywidendy - wypłata nie może pozostawać w sprzeczności ze statutowymi (umownymi) celami (interesami) spółki. W tym ujęciu formalno-prawnym zarząd spółki bez wyraźnej dyspozycji ze strony akcjonariuszy lub udziałowców (umowa spółki; uchwała zgromadzenia) nie jest uprawniony do wypłaty dywidendy wskutek własnej decyzji (uchwały zarządu).

## Strategie wypłat dywidendy

### Polityka stałej wysokości dywidendy
Główną ideą polityki stałej wysokości wypłat dywidendy jest przekazanie informacji o wysokości i stabilności dochodów, jakich mogą spodziewać się akcjonariusze. Menedżerowie są przekonani, że dzięki unikaniu obniżania dywidendy, wysyłają do (potencjalnych) akcjonariuszy pozytywny sygnał o dobrej kondycji finansowej firmy. Z drugiej strony utrzymywanie stałej wysokości dywidendy bez względu na rentowność, chociaż atrakcyjne dla akcjonariuszy, dla wielu przedsiębiorstw jest trudne: ta sama kwota jest wypłacana z wysokich i niskich zysków, może zdarzyć się, że wypłata następuje gdy przedsiębiorstwo ponosi stratę. Dlatego też wartość wypłacanych dywidend może wzrosnąć, jeżeli długookresowy poziom zysków w spółce zwiększy się i vice versa. Jednak konsekwencje tych zmian (kolejno: pozytywne i negatywne) mają wpływ na cenę akcji na giełdzie. W związku z tym określenie stałego poziomu dywidendy następuje na podstawie długookresowego planu dystrybucji dochodów przedsiębiorstwa, a odstępstwa od tych wartości (in minus) następują tylko, wtedy gdy utrzymanie dotychczasowego ich poziomu nie jest możliwe lub też (in plus) gdy utrzymanie tych wartości będzie możliwe w przyszłości. Pewną odmianą polityki wypłat stałej wysokości dywidendy jest jej indeksowanie o wskaźnik inflacji. Uzasadnieniem tego rodzaju działań jest potrzeba zachowania realnej, a nie nominalnej wartości wypłat. Negatywnymi aspektami polityki stałej wysokości wypłat dywidendy może być konieczność odłożenia realizacji części przedsięwzięć inwestycyjnych lub konieczność pozyskania dodatkowego kapitału (własnego lub obcego). W konsekwencji może dojść do spadku zysku na akcję w przyszłości.

### Polityka stałej stopy wypłat dywidendy
Polityka stałej stopy wypłat dywidendy sprowadza się do wypłacania z góry określonej procentowo części zysku danego roku obrotowego. Korzyścią dla akcjonariuszy jest bezpośredni udział w zwiększonym zysku rocznym. Korzyść staje się wadą w okresach zmniejszonego zysku.

### Nadwyżkowa polityka dywidend
Założeniem rezydualnej (nadwyżkowej) polityki dywidend jest kierowanie na dywidendy tej części kwoty zysku, która nie może być efektywnie reinwestowana w firmie. Określenie wysokości wspomnianej kwoty jest dokonywane poprzez ustalenie pożądanej struktury kapitału oraz zapotrzebowania na kapitały związane z nowymi inwestycjami. Charakterystyczne dla tego rodzaju polityki jest to, że spółki rozwijające się nie płacą dywidendy, lub też kwoty wypłat są niskie, podczas gdy spółki dojrzałe, mające niższe potrzeby kapitałowe, płacą wysokie dywidendy. Stosując tę politykę dywidendy, spółki nie definiują docelowych wskaźników wypłat, gdyż wskaźniki te są uzależnione od kwoty zysku oraz potrzeb inwestycyjnych.

### Docelowa stopa wypłat dywidend (model Lintnera)
Odkrycia dokonane przez Lintnera podczas jego rozmów z menedżerami o ich polityce dywidendy w latach pięćdziesiątych, doprowadziły do sformułowania modelu, który opisuje kształtowanie wypłat dywidendy. Model ten opiera się na kilku założeniach:
1. Spółki określają długoterminowe wskaźniki wypłat dywidendy.
2. Zarządzający skupiają większą uwagę na zmianach dywidendy niż na jej bezwzględnych wartościach.
3. Tylko długoterminowe, pewne zmiany w zyskach firmy są powodem dla którego menedżerowie są skłonni do zmian poziomu dywidendy. Oznacza to, że zarządzający „wygładzają” dywidendy tak, aby przejściowe zmiany w poziomie zysków nie miały wpływu na płatności dywidend.
4. Zarządzający są niechętni zmianom dywidendy, które będą musieli odwołać w przyszłości.

W związku z powyższymi założeniami można wyprowadzić wzór: 
Div1= T * EPS
Gdzie:
Div1 – przyszła (docelowa) dywidenda, T – docelowy wskaźnik wypłaty dywidendy,EPS – zysk na akcję
Jeśli spółka trzymałaby się określonego wskaźnika wypłat dywidendy, wysokość dywidendy zmieniałaby się, ilekroć zmieniałyby się zyski. Tak się jednak nie dzieje, ponieważ zarządzający są przekonani o preferencji akcjonariuszy do otrzymywania stabilnie wzrastającej dywidendy (punkt 3 i 4). W związku z tym zwiększenie zysków spowoduje jedynie częściowe dostosowanie (zwiększenie) dywidendy o:
D1 - D0 = a*(T*EPS - D0)
Gdzie:
D1 – bieżąca dywidenda, D0 – poprzednia dywidenda, T – docelowy wskaźnik wypłaty dywidendy,EPS – zysk na akcję, a – stopa dostosowania dywidendy
Odkrycia dokonane przez Lintnera przed ponad pięcioma dekadami znajdują potwierdzenie w badaniach opinii menedżerów popierających wypłacanie dywidend obecnie (badania z 2005 roku). Najpopularniejszym uzasadnieniem ustalania docelowej stopy wypłat dywidendy przez zarządzających jest efekt sygnalizacji.

### Polityka stuprocentowej stopy wypłat dywidendy
Ten rodzaj polityki dywidend opiera się na przekonaniu, że akcjonariusze preferują bieżącą gotówkę aniżeli zyski ze sprzedaży akcji, ponieważ te drugie pozbawiają ich stałego dochodu z akcji w przyszłości. Ten skrajny pogląd ignoruje jednak fakt, że zyski w przyszłości wynikają z obecnych inwestycji. Wypłata całości zysku sprawia, że możliwe są tylko inwestycje finansowane kapitałem obcym (lub za pomocą emisji nowych akcji).
Przedsiębiorstwo może wypłacać całość zysku w celu zwiększenia zadłużenia przy założeniu, że te ostatnie daje pewne korzyści i powoduje wzrost wartości spółki. Takie podejście jest zgodne z modelem Modiglianiego – Millera, który sugeruje, że jeżeli wartość bieżąca netto zadłużenia jest równa wartości bieżącej korzyści podatkowej z tytułu odsetek, spółki w celu maksymalizacji wartości powinny finansować się tylko za pomocą zadłużenia. W rzeczywistości większość przedsiębiorstw ma mieszaną strukturę kapitałową. Pierwszym uzasadnieniem tego faktu jest zwiększony koszt niepewności finansowej związany z możliwością bankructwa. Koszt ten zmniejsza pozytywny efekt zwiększonego finansowania długiem (i korzyści podatkowe).
Drugim ryzykiem związanym ze zwiększonym poziomem długu jest ryzyko niewłaściwego postępowania akcjonariuszy. W tym wypadku akcjonariusze mogą być traktowani jako posiadacze opcji kupna przedsiębiorstwa. Inwestorzy spłacą długi posiadanej spółki tylko wtedy, gdy wartość aktywów uzasadnia taką decyzję. W przeciwnym wypadku zdecydują się na ogłoszenie upadłości. W związku z tym pożyczkodawcy zażądają wyższej premii za ryzyko związane z niekorzystną dla nich (a korzystną dla akcjonariuszy) strukturą kapitału pożyczkobiorcy. W efekcie za ryzyko bankructwa zapłacą akcjonariusze. 
Ostatnią teorią uzasadniającą niekorzyści wynikające z finansowania długiem jest argumentacja M. Millera, która uwzględnia w rozumowaniu podatki od dochodów osób fizycznych. Jej konsekwencją jest zmniejszenie lub nawet wyeliminowanie korzystnego wpływu długu na wartość przedsiębiorstwa.

### Polityka zerowej stopy wypłaty dywidendy
Traktowana jest jako jedno z ekstremalnych rozwiązań (obok stuprocentowej stopy wypłat). Realizacja takiej strategii może być uzasadniona jeżeli przedsiębiorstwo posiada możliwości inwestycyjne, których stopa zwrotu przewyższa koszt kapitału. Generalnie jednak inwestorzy oczekują, że dywidendy w przyszłości będą wypłacane. Polityka zerowej stopy wypłat może wiązać się z problemami z pozyskaniem kapitału z emisji nowych akcji. Strategia ta jest często atrakcyjna dla inwestorów posiadających kontrolny pakiet akcji, którzy czerpią innego rodzaju korzyści, niekoniecznie o charakterze finansowym.